# Kościół Matki Bożej Wspomożenia Wiernych w Katowicach
Kościół Matki Bożej Wspomożenia Wiernych w Katowicach – rzymskokatolicki kościół parafialny pod wezwaniem Matki Bożej Wspomożenia Wiernych przy ul. Generała Stefana Grota-Roweckiego w katowickiej dzielnicy Zarzecze.
Odpust przypada w trzecią niedzielę maja.

## Historia
Władze państwowe wyraziły pozwolenie na budowę kaplicy i salek katechetycznych w 1981 roku. Autorem projektu był architekt inż. Michał Kuczmiński. Budowę rozpoczęto w 1981 roku. Kamień węgielny poświęcił papież św. Jan Paweł II na katowickim Muchowcu 20 czerwca 1983 roku. Świątynię poświęcił bp Damian Zimoń 28 października 1985 roku. Wystrój wnętrza zaprojektował i wykonał artysta rzeźbiarz Zygmunt Brachmański. Nad ołtarzem góruje duży krzyż z postacią Chrystusa w agonii. Ołtarze boczne poświęcone są Matce Bożej Nieustającej Pomocy i św. Barbarze z Nikomedii. Dzwony poświęcił bp Gerard Bernacki w 1999 roku.